# フリードリッヒ・フォン・ゲルトナー

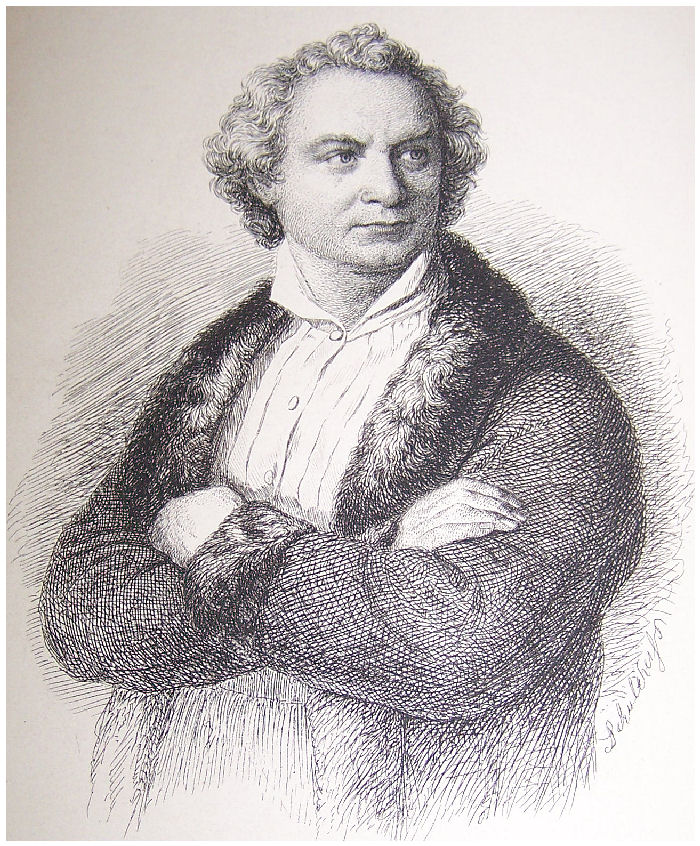
ゲルトナーの肖像画

フリードリヒ・フォン・ゲルトナー（Friedrich von Gärtner、1791年12月10日 - 1847年4月21日）はドイツの建築家。
建築家の息子であり、ミュンヘン・アカデミーで学習した後、短い期間ヴァインプレンナーとともに働き、その後パリに渡りペルシエとフォンテーヌとともに働いた。
1805年－1807年の間はイタリアに、1818年－1820年はオランダと英国に滞在した。その後ミュンヘン・アカデミーで講座を持った。
1828年、イタリアへの二度めの旅行の際、バイエルン王ルートヴィヒ1世にみいだされ、次第に、レオ・フォン・クレンツェと並ぶ、王のお気に入りの建築家となった。ゲルトナーの特色はドイツ人のいうルントボーゲンシュテイル、すなわちイタリア・ロマネスクのあるいはイタリア1400年代様式であるところの円形アーチを用いた様式である。このポスト古典主義様式を好んだのは、ゲルトナーよりもむしろ王ルートヴィヒであるといわれる。
ミュンヘンではゲルトナーは1829年から1840年にかけて建てたルートヴィヒ教会（Ludwigskirche）、1840年の州立図書館、1835年から1840年にかけて建てた大学、といういずれもルートヴィヒ通りにある三つの建物を設計し、またこの通りの南端には、フィレンツェのロッジア・ディ・ランツィの模倣でありトスカーナ・ゴシック様式の試みでもあるフェルトヘルンハレ（1840－1841）を建設した。1835年にはゲルトナーはアテネにおり、そこで新しいギリシャ王、すなわちルートヴィヒ1世の息子オソン1世の宮殿を設計した。